# 王超倫
王超倫（1927年10月13日—1950年11月29日），中国共产党黨員，台北州台北市人，因為台灣省工作委員會學生工作委員會案被判處死刑，1950年11月29日槍決於台北馬場町 。

## 生平
王超倫，1927年10月生於台北州台北市，1946年考入台灣大學工學院化工系就讀，在校期間適逢二二八事件發生，大量知識分子左傾。
1946年中共指派蔡孝乾潛回臺灣，發展臺灣省工作委員會組織，1947年華東局派遣的徐懋德化名李絜（外省李）來台協助蔡孝乾組織學運，1947年8月楊廷椅與陳炳基、陳水木、劉沼光等組成台灣省工作委員會學生工作委員會 （簡稱學工委），1948年2月轉由徐懋德領導學工委。
楊廷椅吸收台大學生工學院學生王子英加入共黨，成立台大工學院支部，王子英吸收王超倫加入，根據王超倫在保密局的供述，他在1948年4月由王子英介紹在台北市加入共產黨，起初受蔡國智領導，後受王子英領導，1949年3月起王超倫充任學工委台大本部支部書記，領導台大工學院支部與台大農學院及理學院學生，1949年9月因光明報事件法學院支部被破壞，徐懋德令王超倫離開躲避，支部交由張坤修領導，1950年2月又令其回來接任書記，領導農學院學生陳挺旭及工學院學生石玉峰、黃清淵等。
1949年9月台大法學院支部被破獲後，因戴傳李連帶破獲了基隆市工作委員會，四六事件後台大學生紛紛走避南部。1950年省工委書記蔡孝乾變節供出大批人員名單，導致中國共產黨在台組織瓦解，1950年5月10日李水井與吳思漢被捕，保密局循線逮補25人，並由此25人擴及省工委學工委及各省工委支部，保密局展開全台大搜捕，1950年6月王超倫、楊廷椅等陸續被捕，學工委組織瓦解。
李水井在軍法部審訊期間主張全盤托出，張志忠則主張堅守秘密，台大法學院經濟系學生陳英泰回憶指出當時保密局以輕判作為誘餌獲取線索，張志忠認為若全盤托出必遭判死刑，李水井認為多數領導應可獲得幾個月牢獄的輕判，然四六事件發生之時尚無懲治叛亂條例，此條例已於1949年6月21公告實施。由於當時國共內戰國府兵敗如山倒之際，孤立無援對於島內共諜案並未立即給予判決有觀望之態勢，然而1950年6月韓戰爆發，美援的出現使國府對省工委案開始無所顧忌，依照懲治叛亂條例第二條第一項判處死刑，至此大量涉及省工委的特工密集遭判刑槍決，1950年11月29日，台灣省保安處宣判王超倫死刑後即刻送台北市馬場町槍決，同時遭槍決者包含學工委案李水井、楊廷椅及相關支部書記鄭文峰、陳水木、黃師廉、陳金目、賴裕傳、吳瑞爐、葉盛吉、鄭澤雄共十一人。
師院支部書記張金丙，在1950年11月2日投案自首，保安司令部核發自首證明書外還電令師院准予其復學，畢業後在大同中學任教。

### 平反
2021年3月26日，促轉三字第1105300082號2函文，正式撤銷受難者王清佐君等66人，其中(39)安潔字第 2302 號，有關王超倫共同以非法方法意圖顛覆政府而著手實行之有罪判決暨其刑及沒收之宣告正式撤銷。